# Alarico Gattia
Alarico Gattia (Genova, 9 dicembre 1927 – Genova, 3 settembre 2022) è stato un fumettista italiano.

## Biografia
Negli anni cinquanta si trasferì a Milano dove trovò lavoro come artista pubblicitario e dove iniziò dal 1954 a collaborare come illustratore per alcune pubblicazioni della Arnoldo Mondadori Editore.
Esordì come disegnatore di fumetti alla fine degli anni sessanta realizzando le matite di alcune storie di Diabolik, oltre che per alcune storie delle riviste Corriere dei Piccoli e Horror, per poi passare per un lungo periodo al Giornalino, realizzando riduzione a fumetti di classici della letteratura, tra cui I tre moschettieri, su testi di Luciano Giacotto. Nel 1977 scrisse e disegnò due volumi della collana Un uomo un'avventura (L'Uomo del Klondike e L'Uomo del Sud), pubblicati dalle edizioni Cepim.
Nei primi anni ottanta collaborò con il giornalista Enzo Biagi alla stesura di Storia d'Italia a fumetti, edito da Mondadori, oltre che alle collane La découverte du monde e Histoire du Far West edite in francia dalla Larousse. Nel 1983 fu uno dei dodici disegnatori chiamati a dare una loro personale interpretazione di Tex Willer per il portfolio delle Edizioni d'Arte lo Scarabeo I Volti Segreti di Tex. Nella seconda metà degli anni ottanta fu tra i fondatori dell'Associazione Illustratori per cui ricoprì anche il ruolo di presidente. In quegli stessi anni realizzò anche alcune storie per la rivista Comic Art.
Realizzerà poi una storia dal titolo Glorieta Pass pubblicata sull'Almanacco del West (testi di Mauro Boselli) nel 1998.
È morto il 3 settembre 2022, tre mesi prima del suo novantacinquesimo compleanno.

## Riconoscimenti
- Premio Caran d'Ache e Premio Yellow Kid "referendum", per un illustratore, al Salone Internazionale dei Comics del 1984.